# Kafanchan
Kafanchan est une ville de l'État de Kaduna, au Nigeria. C'est la principale ville du sud de l'État. En 2007, elle comptait 83 092 habitants. Elle fait partie de la zone de gouvernement local de Jema'a. 

## Histoire
Le développement de Kafanchan est en grande partie à sa situation à l'embranchement reliant les deux principales lignes de chemin de fer du Nigéria (West Line de Lagos à Nguru via Kaduna et Kano, et East Line de Port-Harcourt à Maiduguri). La gare de Kafanchan a été construite en 1927. 
Kafanchan a accueilli le 23 mars 2016 la signature de la déclaration de paix de Kafanchan (Kafanchan Peace Declaration), visant à résoudre les conflits intercommunautaires dans le sud de l'État de Kaduna. 

## Enseignement
La ville accueille un campus de l'université de l'État de Kaduna (Kaduna State University). ainsi que le Kaduna State College of Nursing and Midwifery. 

## Religion
Kafanchan est le siège d'un diocèse de l'Église du Nigeria au sein de la Communion anglicane, érigé en 1990, et d'un diocèse catholique érigé en 1995. 